# يوسف أبو سيف
يوسف أبو سيف (مواليد 1950)، هو مخرج وكاتب سيناريو مصري، من مواليد 2 أبريل 1950. تخرج في المعهد العالي للسينما قسم (إخراج) عام 1976. قام بإخراج العديد من الأفلام والمسلسلات والسهرات التليفزيونية.

## أعماله

### إخراج الأفلام
- 1986: امرأة متمردة
- 1989: باب شرق
- 1990: عودة الهارب
- 1995: أيام الشر
- 1998: الأنثى والدبور
- 1998: أبو خطوة
- 1999: معتقل الحب
- 2000: لا تقتلوا الحب
- 2001: لحظات حب
- 2001: اللحظات التي اختفت

### إخراج المسلسلات
- 1987: بصمات الوهم
- 1994: أهل القمة
- 1997: الحصيدة
- 1998: وهزمتني امرأة
- 1998: الضيف الصغير
- 1999: الذئب
- 2003: ولا في الأحلام
- 2003: فلاح في بلاط صاحبة الجلالة
- 2004: هكذا دواليك
- 2005: لما يعدي النهار
- 2006: أولاد الغالي

### تأليف
- 1986: امرأة متمردة
- 1987: بصمات الوهم
- 1989: باب شرق